# (282669) Erguël
(282669) Erguël est un astéroïde de la ceinture principale.

## Description
(282669) Erguël est un astéroïde de la ceinture principale. Il fut découvert le 6 novembre 2005 à Nogales par Michel Ory. Il présente une orbite caractérisée par un demi-grand axe de 2,34 UA, une excentricité de 0,03 et une inclinaison de 5,6° par rapport à l'écliptique.

## Compléments